# Sala Veerasingam
La Sala Veerasingam (en tamil: வீரசிங்கம் மண்டபம்) es un edificio que funciona como sala pública y oficina en la ciudad de Jaffna, en el norte del país asiático de Sri Lanka. El salón es el lugar principal para congresos, convenciones y eventos culturales en el norte del país. Fue nombrado así en honor de V. Veerasingam, el primer presidente de la Federación de Sociedades Cooperativas del distrito de Jaffna. Veerasingam había sido director del Colegio Hindú Manipay  antes de convertirse en diputado por Vaddukoddai.